# Měřín
Měřín är en köping i Tjeckien.   Den ligger i regionen Vysočina, i den centrala delen av landet, 130 km sydost om huvudstaden Prag. Měřín ligger 490 meter över havet och antalet invånare är 1 910.
Terrängen runt Měřín är huvudsakligen platt. Měřín ligger nere i en dal.Runt Měřín är det ganska tätbefolkat, med 93 invånare per kvadratkilometer. Närmaste större samhälle är Třebíč, 19,8 km söder om Měřín. Trakten runt Měřín består till största delen av jordbruksmark.